# جائزة بريطانيا الكبرى 1962
جائزة بريطانيا الكبرى 1962 هو سباق فورمولا 1 أقيم بتاريخ 21 يوليو 1962 في إنجلترا. كان الخامس من أصل 9 في بطولة العالم لسباقات الفورمولا واحد موسم 1962. حلّ البريطاني جيم كلارك أولا بينما جاء البريطاني جون سورتيس في المركز الثاني وحصل على المركز الثالث بروس ماكلارين.